# جورجي بوم جيسوس
جورجي بوم جيسوس هو سياسي من ساو تومي وبرينسيب يشغل منصب رئيس الوزراء منذ 3 ديسمبر 2018.